# Saint-Jean-Lagineste
Saint-Jean-Lagineste (occitanisch: La Ginèsta) ist eine Gemeinde mit 389 Einwohnern (Stand 1. Januar 2022) im Département Lot in der französischen Region Okzitanien.

## Lage
Saint-Jean-Lagineste liegt im Nordosten der an kulturellen und kulinarischen Attraktionen überaus reichen Landschaft des Quercy. Die Hauptstadt des Quercy, Cahors, ist etwa 75 Kilometer (Fahrtstrecke) in südwestlicher Richtung entfernt. Bis zur Kantonshauptstadt Saint-Céré sind es knapp 8 Kilometer in südwestlicher Richtung. Die zu den „Schönsten Dörfern Frankreichs“ zählenden Orte Loubressac und Autoire liegen etwa 17 bzw. neun Kilometer nordwestlich.

## Bevölkerungsentwicklung
| Jahr      | 1968 | 1975 | 1982 | 1990 | 1999 | 2009 | 2018 |
| Einwohner | 271  | 248  | 237  | 260  | 249  | 303  | 352  |

## Geschichte
Saint-Jean-Lagineste war wohl über Jahrhunderte nur ein kleiner Weiler (hameau), der sich erst seit den 1840er Jahren – nach dem Bau einer Kirche – zu einem Dorf weiterentwickelte.

## Sehenswürdigkeiten
- Die Pfarrkirche des Dorfes (Saint-Jean l’Évangeliste) stammt aus dem Jahr 1844 und ist – ein ausgesprochen seltenes Patrozinium – dem Evangelisten Johannes geweiht. Es ist ein einschiffiger Bau mit einer eingezogenen Apsis.
- Die Wallfahrtskapelle auf dem Mont-Saint-Joseph (582 Meter) besteht aus einem quadratischen Kernbau mit vier Apsiden im Erdgeschoss, von denen eine unmittelbar hinter dem Eingangsportal anschließt, und einem achtseitigen Obergeschoss mit vier schlanken Doppelfenstern; an der Nordwestseite befindet sich ein schlanker Treppenturm. Die Kapelle wurde im Jahr 1873, d. h. nur zwei Jahre nach dem verlorenen Krieg gegen das Deutsche Reich, erbaut. Einen wesentlichen Grund für die Niederlage sahen viele Franzosen in einer nachlassenden Frömmigkeit und bemühten sich deshalb, dieser Schuld durch eine Vielzahl von Kirchenneubauten (vgl. Sacré-Cœur de Montmartre) zu begegnen. Seit dem Jahr 1883 findet einmal jährlich eine Pilgerwallfahrt zur Kapelle statt. Bereits im Jahr 1870 hatte Papst Pius IX. den Hl. Josef zum Schutzpatron der Katholischen Kirche ausgerufen. Die Heilige Familie erfuhr schon seit Jahrhunderten eine volkstümliche, aber auch von der Amtskirche immer wieder geförderte Verehrung.
- Der Menhir de Peyrousse oder Menhir de Peyreficade steht etwa 250 Meter östlich von Saint-Jean-Lagineste. Es ist ein etwa 2,4 Meter hoher aufrecht stehender Stein, der von kleineren Steinplatten (dalles) umgeben ist und gestützt wird. Die Abstützung, der Ort der Aufstellung (Hang) und die Einfassung mit Steinplatten legen den Schluss nahe, dass es sich nicht um ein Monument der Megalithkultur, sondern um einen sehr viel später aufgestellten Findling handelt. In etwa 500 Metern Entfernung findet sich ein weiterer aufrecht stehender Stein (Menhir de Roume) mit einer Höhe von etwa 2,1 Metern; er dürfte etwa gleichzeitig aufgestellt worden sein.

|  |  |